# George James Burch
George James Burch (* 11. Mai 1852 in Sewardstone, Essex; † 1914 in Oxford) war ein britischer Physiker.

## Leben und Werk
Burch studierte ab 1886 an der Universität Oxford und erlangte 1889 den Master-Abschluss. 1891 wurde er Lecturer und 1892 Professor für Physik an der University of Reading.
Von 1896 bis 1898 arbeitete er an der Universität Oxford, wo er mehrere gemeinsame Arbeiten mit John Scott Burdon-Sanderson und Francis Gotch veröffentlichte. Er forschte vor allem zur physiologischen Optik und stellte 1897 auf einer Konferenz der Physiologischen Gesellschaft eine Verbesserung des Kapillarelektrometers vor.
Im Jahr 1900 wurde er zum Mitglied der Royal Society gewählt. Dort gehörte er dem Katarakt-Komitee an, das chemische, physikalische und physiologische Experimente zur Behandlung des Grauen Stars durchführte und sich in Glasmanufakturen um die praktische Umsetzung der gewonnenen Erkenntnisse bemühte.
Im Jahr 1909 beendete er aus gesundheitlichen Gründen seine Tätigkeit als Lehrender und Forscher.
Seine Söhne Francis Parry Burch (1899–1933) und Cecil Reginald Burch, CBE, (1901–1983) waren ebenfalls Physiker. Cecil Reginald Burch wurde 1944 zum Mitglied der Royal Society gewählt.

## Veröffentlichungen
Burch veröffentlichte in den Jahren 1887 bis 1911 im Journal of Physiology 14 wissenschaftliche Artikel.
Über seine theoretischen und praktischen Erfahrungen schrieb er zwei Bücher:
- The Capillary Electrometer In Theory And Practice. Tucker, London 1896. Neuausgabe: Read Books, 2008, ISBN 978-1408699140. (Google books)
- Practical Exercises in Physiological Optics. Clarendon Press, Oxford 1912. Neuausgabe: Read Books, 2008, ISBN 978-1408691526. (Google books)